# Muzeum Uniwersytetu Wrocławskiego
Muzeum Uniwersytetu Wrocławskiego – muzeum akademickie gromadzące zbiory związane z historią Uniwersytetu Wrocławskiego.
Muzeum zostało powołane do życia w dniu 6 sierpnia 1992 roku, w wyniku przekształcenia Oddziału Zbiorów Muzealnych Archiwum Uniwersytetu Wrocławskiego w samodzielną jednostkę ogólnouczelnianą. 13 maja 2005 roku utworzono  Oddział Muzeum UWr „Dom Archeologa” w kampusie przy ul. Koszarowej 3, gdzie prezentowane są wystawy czasowe związane z badaniami archeologicznymi.
Muzeum mieści się w głównym budynku uniwersyteckim we Wrocławiu, usytuowanym nad brzegiem Odry (pl. Uniwersytecki 1).
W skład Muzeum wchodzą następujące zabytkowe sale:
- Aula Leopoldyńska – największa i najbardziej reprezentacyjna sala gmachu głównego, wykonana w stylu barokowym, na wystrój składa się iluzjonistyczne malarstwo ścienne Johanna Christopha Handkego oraz dekoracja i wyposażenie rzeźbiarskie autorstwa Franza Mangoldta z Moraw i włoskiego mistrza Ignatiusa Provisore.

- Oratorium Marianum – powstało jako kaplica zakonna w latach 1728–1741. Po powstaniu uniwersytetu w 1811 roku wnętrze przekształcono w koncertową Salę Muzyczną.

- Wieża Matematyczna – urządzone w 1791 roku przez jezuitę, profesora Uniwersytetu Longinusa Antona Jungnitza Obserwatorium Astronomiczne z pierwszym przyrządem – wytyczoną na posadzce pomieszczenia wieży linią południkową. Na wieży znajduje się taras widokowy na wysokości 42 metrów.
- trzy sale ekspozycyjne: Sala im. Romana Longchamps de Bérier, Sala im. Stefana Banacha i Sala Pod Filarem.